# Pilar Palazón
Pilar Palazón Palazón (Jaén, enero de 1932-24 de abril de 2020) fue una profesora y política española, conocida sobre todo por su labor de difusión del legado íbero.

## Biografía
Pilar Palazón nació en Jaén en enero de 1932. Se licenció en Geografía e Historia por la Universidad Complutense de Madrid y ejerció como profesora toda su vida.

### Trayectoria política
Pilar Palazón se implicó en la política durante la Transición desde posturas de izquierda. En las elecciones generales de 1977, primeros comicios generales en España tras la muerte de Franco, Pilar Palazón se presentó al Senado por Jaén como única candidata de la efímera coalición Unidad Socialista, aunque no salió elegida.
En 1979 se presentó a las elecciones municipales de Jaén en la lista del Partido Socialista Andaluz (PSA). Entró en el gobierno municipal, en la concejalía de Cultura, siendo la primera mujer concejal de Jaén. Desde este puesto puso en marcha la Universidad Popular Municipal de Jaén y consiguió para la ciudad un grabado de Picasso mediante suscripción ciudadana.

### Impulso de la cultura íbera
En 1997 visitó junto con un grupo de amigos la exposición Los iberos, príncipes de Occidente en las Galeries nationales du Grand Palais de París. Esto la motivó a crear al año siguiente la Asociación Amigos de los Íberos, de la que fue su presidenta. Desde la asociación, impulsó durante años la construcción del Museo Íbero, que se materializó en 2017.

## Premios y reconocimientos
- Premio Jienense Ideal (2000)[1]
- VII Premio de la Asociación Sociocultural de Voluntariado Iuventa (2015)[5]
- Premio Jaeneras del Ayuntamiento de Jaén (2018)[1]
- Medalla de Andalucía (2018)[1]
- Medalla de Oro al Mérito en las Bellas Artes (2019)[3][6]